# Hythe, Hampshire
Hythe (engelskt uttal: [haɪð]) är en stad i grevskapet Hampshire i södra England. Staden ligger i distriktet New Forest, strax söder om Southampton. Tätorten (built-up area) hade 19 843 invånare vid folkräkningen år 2021.